# Brňov

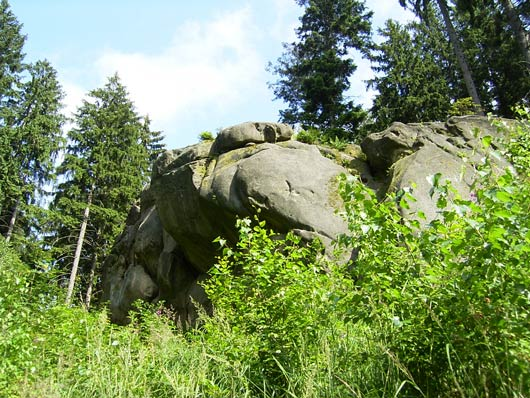
Skalní útvar Medůvka

Brňov je vesnice, bývalá samostatná obec, v současné době osada a katastrální území v části Podlesí města Valašské Meziříčí v okrese Vsetín. Nachází se 5,7 km jihovýchodně od centra Valašského Meziříčí.
Obec Brňov byla založena ve 13. století olomouckým biskupem Brunem ze Schauenburku. O založení obce poprvé hovoří listina Dětřicha z Hradce, následujícího olomouckého biskupa. Ve 14. století byl Brňov součástí rožnovského panství pánů z Kravař. V letech 1850–1960 náležela obec k politickému okresu Valašské Meziříčí. V roce 1960 se Brňov sloučil s obcí Křivé, čímž vznikla nová obec Podlesí.
Brňov je v současné době název katastrálního území o výměře 595,44 ha. Základní sídelní jednotky katastrálního území mají charakter urbanistických obvodů s odloučenými obytnými plochami. Brňov tvoří součást Podlesí, místní části města Valašského Meziříčí. Nachází se zde zvonice, která je chráněná jako kulturní památka. Na katastru Brňova se nachází také skalní útvar Medůvka.
Brňov je také název stanice na železniční trati 280. Vede tudy silnice I/57.

## Název
Vesnice se původně jmenovala Brunov. Jméno bylo odvozeno od zakladatele vsi, Bruna ze Schauenburka. Podoba Brňov nářečího původu je doložena od začátku 16. století.